# Helmut Klier
Helmut Klier – zbrodniarz nazistowski, jeden z funkcjonariuszy SS w niemieckich obozach koncentracyjnych.
W latach 1944–1945 pełnił służbę w obozach Mauthausen-Gusen, Leitmeritz (podobozie KL Flossenbürg) i obozie głównym Flossenbürg. Sprawował funkcje szefa cenzury pocztowej i kierownika komand więźniarskich. Kierował również jedną z kolumn ewakuacyjnych więźniów podczas marszu śmierci z Flossenbürga do obozu w Dachau (liczyła ona ok. 1000 osób). Podczas ewakuacji zastrzelono od 100 do 200 więźniów, którzy nie byli zdolni do dalszego marszu.
14 stycznia 1955 wschodnioniemiecki sąd w Karl-Marx-Stadt skazał Kliera na dożywotnie pozbawienie wolności. Wyrok zatwierdził 10 lutego 1955 Sąd Najwyższy Niemieckiej Republiki Demokratycznej.